# Тенедос (фрегат)
«Тене́дос» — 60-пушечный парусный фрегат Черноморского флота Российской империи. Входил в одноимённую серию из шести 60-пушечных фрегатов, построенных в Николаеве. Корабль принимал участие в Русско-турецкой войне 1828—1829 годов. Проект фрегатов такого типа разрабатывался под наблюдением адмирала А. С. Грейга. Поскольку их размеры и вооружение мало уступали 74-пушечным кораблям, эти фрегаты иногда назывались 60-пушечными кораблями.
«Тенедос» был заложен 14 августа 1827 года в Николаевском адмиралтействе, спущен на воду 4 ноября 1828 года. Строительство вёл корабельный мастер А. К. Каверзнев. Своё название корабль получил в честь взятия эскадрой вице-адмирала Д. Н. Сенявина турецкой крепости Тенедос 10 марта 1807 года.

## История службы
Весной 1829 года корабль перешёл в Севастополь.
14 июля корабль доставил 588 солдат в Мессемврию и соединился со стоящим там флотом. До октября 1829 года «Тенедос» три раза выходил крейсировать к Босфору, а 17 октября с эскадрой вернулся из Мессемврии в Севастополь. В 1830 году с эскадрой контр-адмирала М. Н. Кумани корабль занимался перевозкой русских войск из Румелии в Россию.
В 1831 году фрегат возглавлял отряд, находившийся в Суджук-Кале, а 11 июля пришёл в Анапу, принял войска и вышел в море. 27 июля пришёл в Геленджик и, после артподготовки, высадил десант.

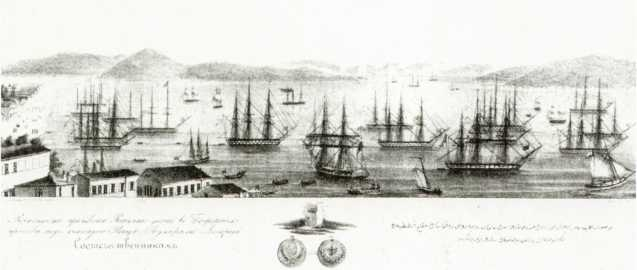
Эскадра Черноморского флота в Босфоре. Гравюра 1830-х годов

После войны, в 1833 году, «Тенедос» принимал участие в экспедиции Черноморского флота на Босфор. 6 марта с эскадрой М. Н. Кумани корабль пришёл из Севастополя в Одессу, принял на борт войска и 16 марта вновь вышел в море.
24 марта фрегат в составе эскадры высадил войска в Буюк-дере, а 28 июня принял войска на борт и с эскадрой вице-адмирала М. П. Лазарева покинул Буюк-дере. 3 июля корабль высадил войска в Феодосии и 22 июля возвратился в Севастополь.
В 1834 и 1835 годах «Тенедос» выходил в практические плавания в Чёрное море, а в 1837 году в Севастополе был тимберован.
Во время создания Кавказской укрепленной береговой линии корабль доставлял десанты, которые основали укрепления в устьях рек Туапсе, Субаши, Псезуапе и в Цемесской бухте.
С 1839 по 1841 год корабль с отрядом судов Абхазской экспедиции ходил в крейсерство у побережья Кавказа, доставляя войска и припасы в укреплённые пункты.
8-11 октября 1841 года с эскадрой контр-адмирала М. Н. Станюковича «Тенедос» шёл впереди сухопутных войск генерала И. Р. Анрепа от Адлера до Сочи и подавлял укрепления горцев.
В 1842 году фрегат был переоборудован в блокшив.

## Командиры фрегата
Должность командира корабля занимали:
1. до 17 июля 1829 — С. А. Антипа
2. с 17 июля 1829 — А. И. Казарский
3. 1830 — С. Н. Абрютин
4. 1831—1833 — А. И. Тугаринов
5. 1834—1835 — К. Е. Бралиан
6. 1838—1841 — В. И. Полянский